# Werner Schütz
Werner Schütz (* 23. März 1900 in Münster; † 2. Juli 1975 in Düsseldorf) war ein deutscher Jurist und Politiker (CDU). Er war von 1954 bis 1956 sowie von 1958 bis 1962 Kultusminister in Nordrhein-Westfalen.

## Leben und Beruf
Schütz wurde als Sohn eines evangelischen Pfarrers geboren. Nach dem Abitur 1918 nahm er noch kurzzeitig als Freiwilliger am Ersten Weltkrieg teil. Anschließend begann er ein Studium der Rechtswissenschaften in Münster und legte beide juristische Staatsprüfungen ab. Er ließ sich 1925 als Rechtsanwalt in Düsseldorf nieder und war von 1933 bis 1945 Justitiar der Bekennenden Kirche. Von 1962 bis 1965 war er Präsident der Deutschen Shakespeare-Gesellschaft. 1963 wurde er in den Vorstand der Fritz Thyssen Stiftung berufen.

## Partei
Nach dem Zweiten Weltkrieg war Schütz Mitbegründer der CDU in Düsseldorf.

## Abgeordneter
Schütz war von 1945 bis 1948 Ratsmitglied der Stadt Düsseldorf. Von 1958 bis 1966 gehörte er dem nordrhein-westfälischen Landtag an.

## Öffentliche Ämter
Schütz wurde 1954 als Kultusminister in die von Ministerpräsident Karl Arnold geführte Landesregierung von Nordrhein-Westfalen berufen. In diesem Amt wurde er 1956 nach der Bildung der ersten sozial-liberalen Koalition von Paul Luchtenberg abgelöst. Zwei Jahre später (1958) errang die CDU wieder die absolute Mehrheit und Schütz wurde erneut zum Kultusminister ernannt. 1962 wurde er dann von Paul Mikat abgelöst. Das Vorgehen gegen die Wuppertaler Professorin und Politikerin Renate Riemeck löste 1960 den ersten Sitzstreik von Studenten in Deutschland aus.
Siehe auch: Kabinett Arnold III – Kabinett Meyers I